# Santiago Bernabéu (metropolitana di Madrid)
Santiago Bernabéu è una stazione della linea 10 della metropolitana di Madrid. Si trova sotto alla Plaza de Lima, tra i distretti di Tetuán e Chamartín.

## Storia
La stazione venne inaugurata il 10 giugno 1982, tre giorni prima dell'inizio del Campionato mondiale di calcio 1982, con il nome di Lima e parte della linea 8. Con l'opera di annessione della vecchia linea 8 alla linea 10 cambiò nome nel 1998, prendendo il nome del famoso stadio che si trova nella Plaza de Lima.

## Accessi
Vestibolo Plaza de Lima

Mappa della zona della stazione Santiago Bernabéu, in cui sono indicati gli accessi alla metropolitana e le fermate degli autobus della EMT.

- Plaza de Lima Paseo de la Castellana), 101
- Paseo Castellana, pares (pari) Paseo de la Castellana, 136

Vestibolo Santiago Bernabéu aperto dalle 6:00 alle 21:40
- Paseo Castellana, impares (dispari) Paseo de la Castellana, 103
- Paseo Castellana, pares (pari) Paseo de la Castellana